# Eleanor Boardman
Eleanor Boardman (Philadelphia, 19 augustus 1898 - Santa Barbara, 12 december 1991) was een Amerikaans actrice.
Boardman begon te acteren in films in 1922. Ze lokte al snel een publiek. Vanwege haar stijgende populariteit kreeg ze een filmcontract bij Goldwyn Pictures en werd ze in 1923 uitgeroepen tot een WAMPAS Baby Star. In hetzelfde jaar kreeg ze haar eerste hoofdrol.
Boardman was in de jaren 20 een succesvolle actrice. In 1926 trouwde ze met de destijds bekende acteur King Vidor. Ze zou een dubbelbruiloft hebben met Greta Garbo en John Gilbert. Deze werd door Garbo op de laatste minuut afgebroken. Ze kreeg met Vidor twee dochters, die werden geboren in 1927 en 1930.
Ze scheidde van Vidor in 1931 en trouwde in 1940 met regisseur Harry d'Abbadie d'Arrast. Ze bleef met hem getrouwd tot zijn dood op 17 maart 1968.
Het lukte Boardman niet een transactie naar de geluidsfilm te maken en ging in 1935 met pensioen. Ze keerde slechts één keer terug voor de camera, toen ze in 1980 werd geïnterviewd voor de documentaire Hollywood.
Boardman stierf op 12 december 1991. Voor haar contributies aan de film heeft ze een ster op de Hollywood Walk of Fame.

## Filmografie
- The Strangers' Banquet (1922) - Jean McPherson
- Gimme (1923) - Clothilde Kingsley
- Vanity Fair (1923) - Amelia Sedley
- Souls for Sale (1923) - Miss Remember Steddon
- Three Wise Fools (1923) - Rena Fairchild/Sydney Fairfield
- The Day of Faith (1923) - Jane Maynard
- True As Steel (1924) - Ethel Parry
- Wine of Youth (1924) - Mary
- Sinners in Silk (1924) - Penelope Stevens
- The Turmoil (1924) - Mary Vertrees
- So This Is Marriage? (1924) - Beth Marsh
- The Silent Accuser (1924) - Barbara Jane
- The Wife of the Centaur (1924) - Joan Converse
- The Way of a Girl (1925) - Rosamond
- Proud Flesh (1925) - Fernanda
- The Circle (1925) - Elizabeth Cheney
- Exchange of Wives (1925) - Margaret Rathburn
- Four Flaming Days (1925) - Prinses Thyra
- Memory Lane (1926) - Mary
- The Auction Block (1926) - Lorelei Knight
- Bardelys the Magnificent (1926) - Roxalanne de Lavedan
- Tell It to the Marines (1926) - Zuster Norma Dale
- The Crowd (1928) - Mary
- Diamond Handcuffs (1928) - Tillie
- She Goes to War (1929) - Joan
- Mamba (1930) - Helen von Linden
- Redemption (1930) - Lisa
- The Great Meadow (1931) - Diony Hall
- The Flood (1931) - Joan Marshall
- Women Love Once (1931) - Helen Fields
- The Squaw Man (1931) - Lady Diana Kerhill
- The Three Cornered Hat (1935) - The Miller's Wife

- Biblioteca Nacional de España: XX4926299
- Bibliothèque nationale de France: cb14659837h (data)
- Gemeinsame Normdatei: 1118898109
- International Standard Name Identifier: 0000 0001 1591 8146
- Library of Congress Control Number: n85151834
- Nationale Bibliotheek van Israël: 987007444966605171
- SNAC: w62v3jtk
- Système universitaire de documentation: 174384645
- Virtual International Authority File: 7649377
- WorldCat: E39PBJj4wgJXqYyyhqd9XXH3cP